# Vodni hlapi
Vodni hlapi so plinasta oblika vode. To je eno od stanj vode v hidrosferi. Vodni hlapi lahko nastanejo pri izhlapevanju ali vrenju tekoče vode ali pri sublimaciji ledu. Pri temperaturi nad vreliščem jih imenujemo vodna para. V nasprotju z drugimi oblikami vode so vodni hlapi nevidni. V značilnih atmosferskih razmerah vodni hlapi stalno nastajajo z izhlapevanjem in se odstranjujejo s kondenzacijo. So manj gosti od zraka in povzročajo konvekcijske tokove, kar lahko pripelje do nastanka oblakov.
Kot sestavni del zemeljske hidrosfere in hidrološkega cikla je še posebej bogata v Zemljinem ozračju, kjer je tudi močan toplogredni plin skupaj z drugimi plini, kot sta ogljikov dioksid in metan. Uporaba vodnih hlapov kot pare je bila pomembna za ljudi pri kuhanju in kot pomembna sestavina v proizvodnji energije in transportnih sistemih od industrijske revolucije.
Vodni hlapi so razmeroma pogosta atmosferska sestavina, prisotna tudi v sončnem ozračju, kot tudi v vseh planetih v sončnem sistemu in številnih astronomskih objektih, vključno z naravnimi sateliti, kometi in celo velikimi asteroidi. Prav tako bi odkrivanje zunajosončnih vodnih hlapov pomenilo podobno porazdelitev v drugih planetarnih sistemih. Vodni hlapi so pomembni, ker so lahko posreden dokaz prisotnosti nezemeljske tekoče vode pri nekaterih planetarnih masnih telesih.